# Hans Wilhelm von Schack
Hans Wilhelm von Schack (né le 24 octobre 1791 à Berlin et mort le 25 septembre 1866 à Magdebourg) est un général prussien de l'infanterie et gouverneur général des pays saxons sous administration prussienne ainsi qu'héritier de Stechau et chevalier de l'ordre de Saint-Jean.

## Biographie

### Origine
Wilhelm est issu de la branche de Müssen de la famille noble de Lunebourg des seigneurs von Schack (de). Il est le fils aîné du général de division prussien Wilhelm Georg von Schack (de) (1752-1827) et de son épouse Auguste Elisabeth Henriette, née von Borcke (de) (1764-1830). Ses frères sont le général de division Wilhelm von Schack (de), le général de division Ferdinand von Schack (de) (1787–1846) et le général de division August von Schack (de) (1793–1864). Ses beaux-frères sont le général de division Florian von Seydlitz (1777-1832) et le maréchal de la cour du prince Guillaume de Prusse Hans Karl Dietrich von Rochow (de) (1791-1857). Son cousin et ami proche est Johann Georg Emil von Brause. La dessinatrice Wilhelmine Auguste von Schack (de) est sa nièce.

### Carrière militaire
Schack est arrivé à Kalisch en tant que cadet en 1801 et de là à Berlin le 25 mai 1802 comme cadet. Le 19 octobre 1806, il est engagé comme Junker dans le corps de Blücher de l'armée prussienne, où il est promu enseigne le 9 décembre 1806. Après avoir prêté serment le 22 décembre 1806, il participe encore à la guerre de la Quatrième Coalition.
Le 4 janvier 1807, Schack rejoint le 6e bataillon de réserve prussien-oriental et le 22 avril 1807, il est nommé sous-lieutenant dans le bataillon léger "von Schill". Le 20 août 1808, il est ensuite transféré dans le régiment d'infanterie du Corps. Lors de la campagne de 1812, il est blessé à la bataille de Schlockhof et combat à Dahlenkirchen et Garossenkrug. Pour cela, Schack reçoit le 18 octobre 1812 l'ordre Pour le Mérite. Le 16 juin 1813, il est promu premier lieutenant et le 19 juin 1813, il est muté dans le 2e régiment à pied de la Garde. Schack combat ensuite dans les batailles de Lützen, Bautzen, Dresde, Leipzig, Arcis-sur-Aube, La Fère-Champenoise, Paris et Waterloo, ainsi que dans les batailles de Prina, Gießhübel, Altenburg, Güldengossa., Troyes, Nogent-Sur-Seine, Provins, Dormans, Pont-sur-Seine et les sièges de Maubeuge et Landrecies. À cette occasion, il obtient la croix de fer de 2e classe à Waterloo et l'ordre russe de Sainte-Anne de 2e classe avec diamants. De plus, il devient le 9 octobre 1814 capitaine d'état-major et est transféré le 8 avril 1815 au poste d'adjudant.
Le 24 avril 1815, il est promu capitaine et nommé le 21 avril 1816 commandant de compagnie dans le 34e régiment de fusiliers. Le 17 mars 1820, il est transféré au 35e régiment de fusiliers et le 26 juin 1822, il se retire du régiment et est mis à disposition. Le 26.août 1823, Schack devient capitaine et commandant de compagnie avec une licence datée du 12 avril 1815 au 20e régiment d'infanterie (pl). Il y est promu le 17 mai 1825 major et officier d'état-major. Le 1er avril 1831, il est nommé commandant du bataillon de fusiliers. Le 30 mars 1838 Schack est chargé de diriger le 20e régiment de la Landwehr et le 24 janvier 1839, il est nommé commandant du régiment. À cet effet, il est promu le 30 mars 1839 en tant que lieutenant-colonel avec brevet du 2 avril 1839 et le 10 septembre 1840 Colonel. En tant que tel, il est nommé le 25 mars 1841 commandant du 12e régiment de grenadiers. Il reçoit à cet effet l'ordre de l'Aigle rouge de 3e classe le 17 septembre 1843. Le 30 mars 1844, il rejoint le 32e régiment d'infanterie en tant que commandant, mais dès le 22 mars 1845, il devient commandant de la 8e brigade d'infanterie à Erfurt. C'est en cette qualité qu'il est promu au grade de général de division le 27 mars 1847.
Le 2 mai 1849, il devient commandant de la 3e division, qui est rassemblée pour combattre la révolution badoise près d'Erfurt. Cette division - composée d'une brigade d'infanterie et d'une brigade de cavalerie ainsi que de deux batteries d'artillerie - participe aux batailles de Ladendorf et de Federbach. Pour un échec à Rauenthal, il reçoit l'ordre du Lion de Zaeringen. Le 15 septembre 1849, il est mis à la disposition du prince de Prusse. Le 20 septembre 1849, il reçoit l'ordre de l'Aigle rouge de 2e classe avec feuilles de chêne et épées. Le 12 octobre 1849, il est nommé commandant de la forteresse fédérale de Mayence. Le 1er avril, il devient également commandant de la brigade de garnison de la forteresse. Pour cela, il reçoit le 8 juin 1850 la Grand-Croix de l'ordre de la Maison ernestine de Saxe et est promu le 19 août 1851 lieutenant général. Peu de temps après, le 9 septembre 1851, il reçoit l'ordre de la Couronne de fer de 1re classe et le 20 octobre 1851 la Grand-Croix de l'ordre de Philippe le Magnanime. En 1853, il est chargé par la Confédération germanique d'inspecter les troupes de l'électorat de Hesse (de), du Luxembourg et du duché de Nassau (de).
Le 4 novembre 1854, il devient commandant du 15e division d'infanterie. Le 5 janvier 1856, il reçoit du roi l'ordre de l'Aigle rouge de 1re classe avec épées sur l'anneau, ainsi que les brillants de l'Ordre de l'Aigle rouge pour fêter ses 50 ans de service le 9 décembre 1856. Le 18 juin 1857, il reçoit l'ordre du Faucon blanc du grand-duché de Saxe-Weimar-Eisenach.
Le 3 juin 1858, il devient général commandant du 4e corps d'armée et le 31 mai 1859 général d'infanterie. De plus, il est nommé gouverneur militaire de la province de Saxe le 14 juin 1859. Il demande son départ en 1860, mais celui-ci lui est refusé. À la place, il est nommé le 20 septembre 1861 chef du 32e régiment d'infanterie. Le 18 octobre 1861, il reçoit du roi la Grand-Croix de l'Ordre de l'Aigle rouge avec épées sur l'anneau et le 28 novembre 1861 la Grand-Croix de l'ordre d'Albert l'Ours. Le 16 mai 1862, il devient brièvement le général commandant du 7e corps d'armée. Les unités sont mobilisées pour faire valoir des revendications vis-à-vis de l'électorat de Hesse. Le 25 juin 1862, la mobilisation a lieu et Schack reçoit les remerciements personnels du roi pour sa mobilisation exemplaire. Le 17 mars 1863, il reçut également la plus haute distinction prussienne, l'ordre de l'Aigle noir. Comme le maréchal Friedrich von Wrangel est en détachement, Schack devient gouverneur de Berlin pour cette période le 19 décembre 1863. Le 18 mai 1865, il abandonne cependant le commandement du 4e corps d'armée. Du côté russe, il reçoit l'Ordre Alexandre Nevski le 24 septembre 1864 et la médaille d'argent commémorative à l'occasion du 50e anniversaire de l'entrée dans Paris de 1814.
Le 23 septembre 1865, Schack est placé à la suite du 8e régiment de grenadiers du Corps. Il reçoit à cet effet l'uniforme du régiment et 2000 thalers. Le 8 juillet 1866, le roi le nomme gouverneur général des états saxons sous administration prussienne. Il meurt cependant le 25 septembre 1866 à Magdebourg d'une attaque cérébrale.
Dans son évaluation par le prince Albert de Prusse en 1842, on peut lire à son sujet en 1842 : "Un officier d'état-major très excellent, tout à fait fiable, avec une formation très scientifique, un esprit vif, avec des vues tactiques très correctes, aptes à une sphère d'activité supérieure, doit donc être recommandé de préférence. "

### Famille
Schack se marie le 16 septembre 1816 à Wolde Elisabeth Luise Georgine comtesse von Moltke (1793-1874), fille de Friedrich Detlef von Moltke (1750-1825). Le couple a les enfants suivants :
- Friedrich Wilhelm (né en 1817)
- August Johann Karl Wilhelm (1819-1861), Major au régiment des Gardes du Corps marié avec Marie Therese Weltz (1831-1899)[1]
- Friedrich Wilhelm Max (1821–1880), major, chevalier de l'Ordre de Saint-Jean, marié avec Magdalene Anna von Lawrenz (1827-1903)
- Elizabeth Wilhelmine Charlotte (née en 1835)
- Auguste Wilhelmine (1829-1914)[2], mariée en :
  - 1850 avec Thassilo Krug von Nidda (de) (1814–1871), général de division
  - 1873 avec Max von Byern (né en 1835), seigneur de Zabakuck, Rittmeister[3]

- Georges Franz Wilhelm (né en 1832)
- Hans (né en 1832 à Brandebourg et mort le 9 janvier 1857 à Francfort-sur-le-Main)